# Karumai
Karumai (軽米町?) è una cittadina giapponese della prefettura di Iwate.